# Wenzel Anton von Kaunitz
Wenzel Anton von Kaunitz (n. 2 februarie 1711, Viena, Monarhia Habsburgică – d. 27 iunie 1794, Viena, Monarhia Habsburgică), conte, din 1764 principe imperial de Kaunitz-Rietberg, a fost un politician austriac.
În anul 1735 a intrat în serviciul de stat. Din 1750 până în 1753 a fost ambasador al Austriei la Paris.
Din 1753 von Kaunitz a fost cancelar, totodată responsabil de politica externă.